# Juan Corso
Juan Corso (desconocido-1685) fue un corsario español del siglo XVII. Aunque su carrera fue muy breve, le fue suficiente para convertirse en uno de los más activos corsarios guardacostas del Caribe, artífice de la captura de más de 50 barcos ingleses y franceses en cinco años.
El historiador de la piratería Benerson Little le describe como "más exitoso -y bastante más cruel- que muchos piratas mucho mejor conocidos".

## Biografía
Se conoce muy poco sobre el origen de Corso, barajándose que pudiera ser español, italiano, portugués o griego. La tesis mayoritaria es que era corso, de ahí su apellido, y que su verdadero nombre era Giovanni Michele, habiendo emigrado a Nueva España con su hermano Biagio o Blas. De su primer oficial Jorge Nicolás o Giorgio Niccola se sabe que era veneciano, aunque era habitual que los guardacostas hispánicos tuvieran tripulaciones de toda nacionalidad, raza y mezcla, para desdén de las demás naciones.

### Golfo de México
Comenzó a destacar en junio de 1680 como lugarteniene de Felipe de la Barrera y Villegas, con quien asaltó una flota de balandras contrabandistas inglesas en Laguna de Términos, capturando los barcos y después tomando en tierra a tripulantes que habían bajado para cortar ilegalmente palo de Campeche. Los guardacostas hispánicos eran implacables con los infractores, y a los que se arrestó en esta correría se les hizo desfilar por Ciudad de México antes de ser arrojados a trabajos forzados. Barrera terminaría capturado por los británicos y enviado a Londres, por lo que Pedro de Castro y Corso tomaron su testigo en el golfo de México.
En julio del mismo año, Castro y Corso salieron de Campeche en dos buque del tipo llamado piragua, las veloces medias galeras de fondo plano, seis cañones y 45-70 tripulantes utilizadas por los guardacostas para sigilosos ataques nocturnos. Descendiendo por el golfo de Honduras, se toparon con un buque inglés pequeño, el Laurel, tránsfuga de la anterior escaramuza de Términos, al que capturaron. Con sus tripulantes fueron más piadosos, conformándose con abandonarles en un bote con provisiones para dos días tras haber apaleado a su capitán. Tras ello tomaron otro barco y una fragata francesa, y a su regreso a Campeche fueron avisados de que un buque inglés de 225 toneladas y 36 cañones había entrado en Términos, por lo que Corso y Castro bloquearon la entrada de la laguna con las galeras y rindieron al inglés. Resultó ser un buque español capturado por el pirata John Coxon, el Nuestra Señora del Hondón, que Corso y Castro rebautizaron como León Coronado, mientras que la fragata recibió el nuevo nombre de León.
Castro llevó en octubre la flotilla a Veracruz mientras Corso volvía para informar a Campeche, donde irónicamente fue arrestado, acusándosele de no tener autorización para recalar en Veracruz, motivo por lo cual se envió también otra piragua a arrestar a Castro, esta vez sin éxito. Se le liberó en mayo de 1681 por orden del virrey novohispano Tomás de la Cerda y Aragón, que no encontró delito en su actuación. Corso volvió al servicio, y durante los siguientes años él y Castro continuaron con su labor con sus nuevos barcos, cazando barcos ingleses y franceses, hasta que en 1682 la Armada de Barlovento les requisó el León Coronado. Los dos corsarios decidieron entonces reubicarse en Cuba.

### Cuba
Tras capturar cuatro barcos ingleses ricamente cargados por el camino, Corso y Castro se establecieron en Santiago de Cuba en 1682 y pronto estuvieron ocupados con el tráfico local, aunque el segundo de ellos comenzó a ocuparse más de las tareas logísticas y dejó a Corso el grueso de la acción. Las depredaciones de Corso indignaron a la colonia francesa de Saint-Domingue, y no menos a la británica de Jamaica, cuyo gobernador Sir Thomas Lynch enviaba continuas quejas a las gobernaciones de Santiago y La Habana sin nunca obtener respuesta. El corsario español les era especialmente infame por asesinar y esclavizar prisioneros a placer, además de por realizar incursiones terrestres de saqueo en sus colonias. Incluso sus compatriotas españoles desaprobaban sus actos, temiendo represalias extranjeras contra sus puertos, aunque los gobernadores le respaldaban con ayuda de sobornos.
Como la mayoría de los guardacostas, Corso utilizaba sus piraguas con táctica, atacando a sotavento y en calma chicha para aventajar con sus remos a los barcos de vela enemigos, a menudo pequeños sloops y queches. El poco calado y los mástiles abatibles de las piraguas también le permitían ocultarlas en manglares y costas para realizar emboscadas. Los prisioneros solían ser maltratados y torturados, frecuentemente por el procedimiento del potro, hasta que confesaban delitos reales o imaginarios que permitieran arrestarles. Corso llevaba a cabo ejecuciones y mutilaciones con liberalidad, pero en realidad permitía vivir a la mayoría de los reos, a los que hacía transmitir grandes amenazas para procurar que los barcos extranjeros temieran lo máximo posible a las banderas españolas.
En su incursión más conocida, Corso arrasó la costa norte de Saint-Domingue, quemando granjas y secuestrando lugareños y esclavos. A mediados de 1683, las autoridades de Saint-Domingue respondieron con patentes de corso contra los españoles. También amenazaron con enviar a todos los filibusteros franceses a saquear Santiago, aunque esto nunca ocurrió, limitándose los de Saint-Domingue a librar una guerra corsaria de la que Corso se benefició con frecuencia.
Corso también combatió con ardor a los británicos, a los que llevaba amenazando con desembarcar en Jamaica desde 1680. Al no poder capturarle con sus navíos de línea, más lentos y aparatosos que las piraguas españolas, la gobernación de Jamaica armó una media galera al estilo español, la tripularon con antiguos bucaneros bajo el mando de Derick Cornelison y la enviaron a cazar a Corso, al que encontró en los cayos de Cuba avanzado 1683. Aunque logró poner en fuga al español, éste se vengó incrementando sus ataques, y al poco tiempo Cornelison fue emboscado y capturado en su sloop por otro guardacostas llamado Juan Balosa, del que se cree que podría haber sido el propio Corso bajo una identidad falsa para confundir a los ingleses. El inglés fue liberado más tarde a cambio de un rescate.
Podría haber formado parte de la flotilla de Juan de Larco que saqueó New Providence en enero de 1684, y según algunas crónicas estuvo al mando de su propio saqueo de la isla poco después, dejando New Providence inhabitada durante tres años. Aunque probablemente se trata de un embellecimiento literario, se dice que capturó a todas las mujeres, niños y esclavos, abandonó desnudos a los hombres y asó vivo al gobernador en un espetón.

### Muerte
En primavera de 1685, Corso y Castro oyeron de un prisionero interrogado que el explorador francés René Robert Cavelier de La Salle había establecido una colonia en el golfo de México, por lo que resolvieron buscarlo y destruirlo. En abril, Corso se desplazó en piragua a Tuxcán, donde se reunió con Castro, y continuaron hacia el norte en busca de los franceses, pasando por Tampico y llegando hasta Florida. Allí, sin embargo, una serie de tormentas les hizo naufragar y perder todos sus suministros, salvándose sólo los dos corsarios y 33 hombres. Poco después Corso enfermó del pecho y murió, cerrando así la carrera del temido corsario hispano.

## En la cultura popular
Corso fue protagonista de una serie de cómics de la editorial española Favencia en la década de 1950.